# Ria-Sirach
Ria-Sirach (em catalão:  Rià i Cirac) é uma comuna francesa na região administrativa da Occitânia, no departamento dos Pirenéus Orientais. Estende-se por uma área de 12.82 km², com 1.333 habitantes, segundo o censo de 2018, com uma densidade de 100 hab/km².